# Chaîne Sawatch
La chaîne Sawatch, Sawatch Range en anglais, est un massif des montagnes Rocheuses situé au Colorado, aux États-Unis. Il contient huit des vingt plus hauts sommets des Rocheuses, dont le mont Elbert à 4 399 mètres d'altitude, leur point culminant, et une quinzaine de sommets de plus de 4 000 mètres.

## Principaux sommets
- Mont Elbert, 4 399 m
- Mont Massive, 4 396 m
- Mont Harvard, 4 395 m
- Pic La Plata, 4 377 m
- Mont Antero, 4 349 m
- Mont Shavano, 4 337 m
- Mont Princeton, 4 327 m
- Mont Yale, 4 327 m
- Pic Tabeguache, 4 314 m
- Mont de l'Holy Cross, 4 269 m
- Pic Huron, 4 268 m

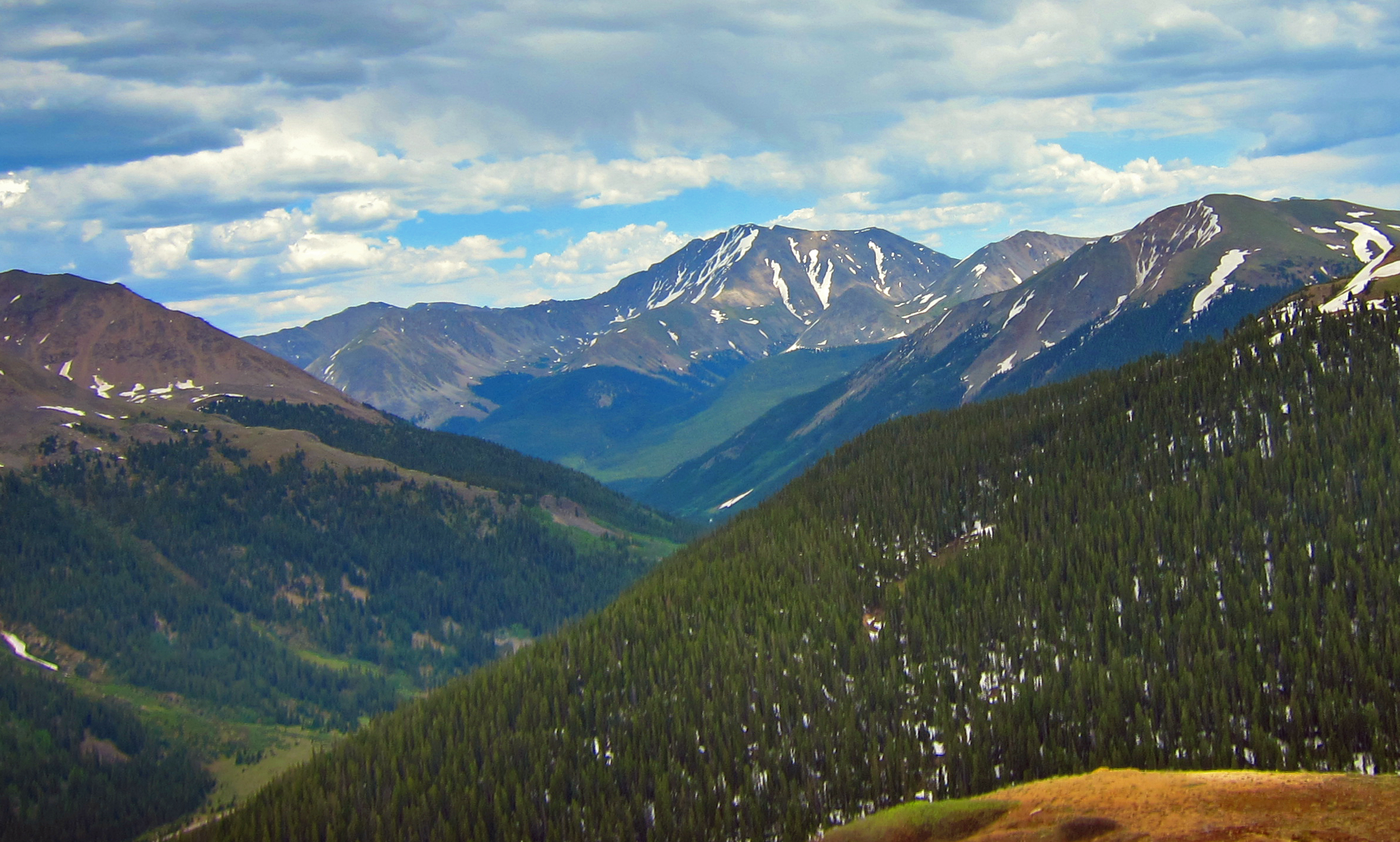
Vue de la chaîne Sawatch depuis le col de l'Indépendance
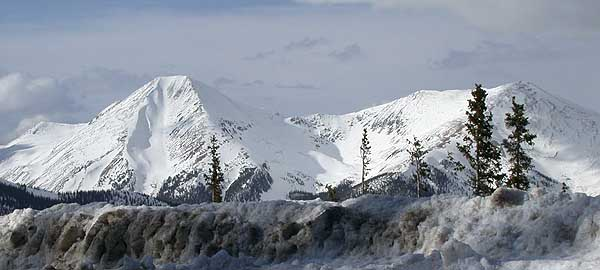
Vue de l'extrémité méridionale de la chaîne avec le mont Antero et Taylor Mountain depuis le col Monarch.